# Lady Bird (film)
Lady Bird è un film del 2017 scritto e diretto da Greta Gerwig, al suo debutto alla regia.
Con protagonisti Saoirse Ronan, Laurie Metcalf, Tracy Letts, Lucas Hedges e Timothée Chalamet.
Ai Premi Oscar 2018 il film ha ottenuto cinque candidature per il miglior film, miglior attrice a Saoirse Ronan, miglior attrice non protagonista a Laurie Metcalf, migliore sceneggiatura originale e miglior regista a Greta Gerwig.

## Trama
Nel 2002 Christine McPherson è una studentessa dell'ultimo anno di un liceo cattolico della periferia di Sacramento; vive con i suoi genitori, il fratello maggiore adottivo, e la ragazza di quest'ultimo. Ha un rapporto difficile con la madre, che la rimprovera di continuo. Christine, che preferisce farsi chiamare "Lady Bird", desidera da tempo lasciare la città, dove non si sente realizzata, e sogna di essere ammessa in una prestigiosa università della East Coast. Per questo è in conflitto con la madre, che le rinfaccia di essere un'ingrata e di non preoccuparsi dei problemi economici della famiglia.
Un giorno Lady Bird e la sua migliore amica, Julie, si iscrivono al corso di recitazione della scuola; Julie ottiene la parte della protagonista, insieme a un ragazzo, Danny O'Neill, che comincia a frequentare Lady Bird. La ragazza decide di unirsi alla famiglia di lui per la cena del Ringraziamento, con disappunto della madre. La loro storia finisce però quando Lady Bird sorprende Danny baciare un ragazzo; la consola Julie, anche lei delusa dalla scoperta che il professore di matematica, di cui era invaghita, è felicemente sposato.
Per accontentare la madre, Lady Bird inizia a lavorare in una caffetteria, dove incontra Kyle, con cui comincia a uscire. Nel frattempo si allontana da Julie per iniziare a frequentare una ragazza ricca, Jenna Walton. Dopo che Lady Bird ha lasciato il corso di recitazione, Danny va a trovarla alla caffetteria e scoppia in lacrime, affranto per la difficoltà di rivelare ai genitori che è gay, e lei lo consola e lo rincuora. Qualche tempo dopo, Lady Bird ha il suo primo rapporto con Kyle, ma rimane sconvolta nell'apprendere che il ragazzo non era anche lui vergine, come le aveva detto.
Nello stesso periodo Jenna scopre che Lady Bird le ha mentito riguardo al suo indirizzo (aveva detto di vivere nella bella casa della nonna di Danny). Intanto Lady Bird scopre che il padre ha perso il lavoro e che sta combattendo contro la depressione. Con la sua complicità, la ragazza inizia a fare domanda per varie università, sperando di essere accettata da una al di fuori della California, nonostante la madre insista che non se lo possono permettere. Viene ammessa in una università vicina a casa, e viene messa in lista d'attesa da una di New York. Non trova però il coraggio di dirlo alla madre.
Lady Bird accetta di andare al ballo di fine anno con Kyle, insieme a Jenna e al suo ragazzo, ma quando Kyle propone a tutti di andare a un'altra festa si fa lasciare a casa di Julie, anche lei senza un accompagnatore per il ballo. Finalmente le due amiche si riconciliano dopo un periodo di lontananza dovuto all'amicizia di Lady Bird con Jenna e vanno alla festa, dove ballano insieme tutta la sera.
Il giorno della consegna dei diplomi, Marion scopre che la figlia ha inviato lettere d'ammissione a università della East Coast, nonostante i loro problemi economici, e per questo smette di rivolgerle la parola. Nel giorno del suo diciottesimo compleanno, il padre entra nella sua camera per farle gli auguri e, mangiando un dolce insieme a lei, scherza sul fatto che lui e la mamma non possano permettersi un divorzio, perché troppo costoso per le loro finanze.
Giunge infine la buona notizia dell'ammissione all'università di New York. Ormai maggiorenne e in procinto di partire, Lady Bird passa l'esame di guida e ridipinge la sua stanza, cancellando dal locale tutte le tracce di sè. Viene portata all'aeroporto dai genitori, ma la madre, ancora arrabbiata, rifiuta con un pretesto di accompagnarla al gate. Mentre è in macchina, però, non riesce a trattenere le lacrime, quindi entra in aeroporto, scoprendo purtroppo che la figlia ha già superato i controlli di sicurezza.
Arrivata a New York, Lady Bird trova nella valigia diverse lettere della madre, appallottolate e recuperate dal padre. Scritte nel tentativo di salutarla e spiegarle il suo comportamento, nelle lettere la madre si scusa con lei per non averla sostenuta e le rivela il suo affetto. Quella notte a una festa si ubriaca e conosce un ragazzo, e viene poi portata al pronto soccorso per gli effetti dell'alcol. Il giorno seguente va alla messa domenicale, al termine della quale chiama casa. Non trovando nessuno, lascia un messaggio alla madre nel quale lascia trapelare l'amore per lei, e un po' di nostalgia per la città natale.

## Produzione
Greta Gerwig impiegò anni a scrivere la sceneggiatura che, ad un certo punto superò le 350 pagine e aveva il titolo provvisorio Mothers and Daughters. Nel 2015, la Gerwig e il suo team ottennero un finanziamento dalla IAC Films, che produsse il film insieme alla Scott Rudin Productions; anche la manager di Gerwig, Evelyn O'Neill, partecipò alla produzione.
Sebbene il film sia stato descritto come semi-autobiografico, la Gerwig ha affermato che "nulla del film è accaduto nella mia vita". Per preparare il cast e la troupe, la Gerwig diede loro vecchi annuari, foto e diari del liceo, nonché passaggi scritti da Joan Didion e li portò a visitare la sua città natale. Disse a Sam Levy, direttore della fotografia, che voleva che il film sembrasse "come un ricordo" e che "cercava di offrire un corrispondente femminile di racconti come I 400 colpi e Boyhood". Il film è stato il primo della Gerwig come regista solista; nel 2008, aveva scritto e co-diretto Nights and Weekends con Joe Swanberg.

### Cast
Nel settembre 2015, la Gerwig incontrò Saoirse Ronan al Toronto International Film Festival. Insieme, diedero uno sguardo alla sceneggiatura in una stanza d'albergo: la Ronan leggeva la parte di Lady Bird e la Gerwig leggeva quelle degli altri personaggi, rendendosi conto alla seconda pagina che la Ronan era la scelta giusta. Nel gennaio 2016, la Ronan fu selezionata ufficialmente. La Gerwig incontrò poi Lucas Hedges e gli offrì una delle parti maschili, a sua scelta, e lui scelse ruolo di Danny. La regista scelse Laurie Metcalf dopo aver visto le sue interpretazioni teatrali; il resto del cast, tra cui Tracy Letts, Timothée Chalamet, Beanie Feldstein, John Karna e Jordan Rodrigues fu annunciato nel settembre 2016.

### Riprese
Le riprese del film dovevano iniziare nel marzo 2016, ma furono posticipate a causa degli impegni della Ronan. Iniziarono il 30 agosto 2016 a Sacramento, per poi spostarsi a Los Angeles e New York.
Saoirse Ronan si tinse i capelli di rosso per il ruolo e non coprì l'acne col trucco; reputò il film come "un'ottima opportunità per far apparire la faccia di un'adolescente come lo è nella vita reale". La regista, usando una tecnica appresa da Rebecca Miller, arrivava un'ora prima di tutti gli altri per mettere a proprio agio gli attori e la troupe facendo sapere loro come sarebbe andata la giornata. Vietò anche gli smartphone sul set, una politica presa in prestito da Noah Baumbach.

## Promozione
Il primo trailer del film venne diffuso il 5 settembre 2017 sul canale YouTube della A24.

## Distribuzione
Il film è stato presentato al Telluride Film Festival il 1º settembre 2017 per poi essere proiettato al Toronto International Film Festival l'8 settembre seguente.
La pellicola è stata distribuita nelle sale cinematografiche statunitensi a partire dal 10 novembre 2017, mentre in Italia dal 1º marzo 2018.

## Accoglienza

### Critica
Sul sito Rotten Tomatoes la pellicola ottiene il 99% delle recensioni professionali positive con un voto medio di 8,80 su 10 basato su 398 critiche, stabilendo il nuovo record del "film con il più alto numero di recensioni completamente positive" su Rotten Tomatoes, detenuto in precedenza da Toy Story 2 - Woody e Buzz alla riscossa (163). Primato poi perso perché la percentuale è scesa al 99% nel dicembre 2017, con 216 recensioni positive ed una sola negativa.
Il film è stato incluso nella classifica dei 25 migliori film dell'anno dalla rivista Sight & Sound, posizionandosi al diciannovesimo posto; Owen Gleiberman di Variety lo posiziona al primo posto dei film più belli del 2017; il sito Rotten Tomatoes lo inserisce al quinto posto dei migliori film dell'anno; il Time lo posiziona al secondo posto dei miglior film del 2017.
Nel luglio 2019 il sito Indiewire.com, specializzato in cinema e critica cinematografica, posiziona il film al decimo posto dei migliori cento film del decennio 2010-2019.

## Riconoscimenti
- 2018 - Premio Oscar[2]
  - Candidatura per il miglior film
  - Candidatura per la miglior attrice a Saoirse Ronan
  - Candidatura per la miglior attrice non protagonista ad Laurie Metcalf
  - Candidatura per il miglior regista a Greta Gerwig
  - Candidatura per la migliore sceneggiatura originale a Greta Gerwig
- 2018 - Golden Globe[36][37]
  - Miglior film commedia o musicale
  - Migliore attrice in un film commedia o musicale a Saoirse Ronan
  - Candidatura per la migliore attrice non protagonista a Laurie Metcalf
  - Candidatura per la migliore sceneggiatura a Greta Gerwig
- 2018 - British Academy Film Awards[38]
  - Candidatura per la migliore sceneggiatura originale a Greta Gerwig
  - Candidatura per la migliore attrice protagonista a Saoirse Ronan
  - Candidatura per la migliore attrice non protagonista a Laurie Metcalf
- 2018 - Screen Actors Guild Award[39]
  - Candidatura per la migliore attrice a Saoirse Ronan
  - Candidatura per la migliore attrice non protagonista a Laurie Metcalf
  - Candidatura per il miglior cast
- 2018 - British Academy Film Awards[40]
  - Candidatura per la migliore attrice protagonista a Saoirse Ronan
  - Candidatura per la migliore attrice non protagonista a Laurie Metcalf
  - Candidatura per la migliore sceneggiatura originale a Greta Gerwig
- 2017 - Gotham Independent Film Awards[41][42]
  - Miglior attrice protagonista a Saoirse Ronan
  - Candidatura per la miglior regista esordiente a Greta Gerwig
  - Candidatura per la miglior sceneggiatura a Greta Gerwig
- 2017 - National Board of Review Awards[43]
  - Migliori dieci film dell'anno
  - Miglior regista a Greta Gerwig
  - Miglior attrice non protagonista a Laurie Metcalf
- 2017 - Los Angeles Film Critics Association[44]
  - Miglior attrice non protagonista a Laurie Metcalf
- 2017 - New York Film Critics Circle Awards[45]
  - Miglior film
  - Miglior attrice protagonista a Saoirse Ronan
- 2017 - American Film Institute[46]
  - Migliori dieci film dell'anno
- 2017 - Washington D.C. Area Film Critics Association[47]
  - Miglior attrice non protagonista a Laurie Metcalf
- 2017 - San Diego Film Critics Society Awards[48][49]
  - Miglior attrice non protagonista a Laurie Metcalf
  - Miglior regista a Greta Gerwig
  - Candidatura per il miglior film
  - Candidatura per la miglior attrice a Saoirse Ronan
  - Candidatura per la miglior sceneggiatura originale a Greta Gerwig
  - Candidatura per il miglior artista emergente a Greta Gerwig
  - Candidatura per il miglior cast
- 2017 - Chicago Film Critics Association[50][51]
  - Miglior film
  - Miglior attrice a Saoirse Ronan
  - Miglior attrice non protagonista a Laurie Metcalf
  - Miglior regista rivelazione a Greta Gerwig
  - Candidatura per la miglior sceneggiatura originale a Greta Gerwig
  - Candidatura per il miglior regista a Greta Gerwig

- 2017 - Golden Tomato Awards[52]
  - Miglior film commedia
- 2018 - Writers Guild of America Award[53]
  - Candidatura per la miglior sceneggiatura originale a Greta Gerwig
- 2018 - Satellite Award[54]
  - Auteur Award a Greta Gerwig
  - Candidatura per il miglior film
  - Candidatura per il miglior regista a Greta Gerwig
  - Candidatura per la migliore attrice a Saoirse Ronan
  - Candidatura per la migliore attrice non protagonista a Laurie Metcalf
  - Candidatura per la migliore sceneggiatura originale a Greta Gerwig
  - Candidatura per la migliore fotografia a Sam Levy
- 2018 - Independent Spirit Awards[55][56]
  - Miglior sceneggiatura a Greta Gerwig
  - Candidatura per il miglior film
  - Candidatura per la miglior attrice protagonista a Saoirse Ronan
  - Candidatura per la miglior attrice non protagonista a Laurie Metcalf
- 2018 - Critics' Choice Awards[57]
  - Candidatura per il miglior film
  - Candidatura per la miglior attrice a Saoirse Ronan
  - Candidatura per la miglior attrice non protagonista a Laurie Metcalf
  - Candidatura per il miglior cast corale
  - Candidatura per il miglior regista a Greta Gerwig
  - Candidatura per la miglior sceneggiatura originale a Greta Gerwig
  - Candidatura per il miglior film commedia
  - Candidatura per la miglior attrice in un film commedia a Saoirse Ronan
- 2018 - ACE Eddie Awards[58]
  - Candidatura per il miglior montaggio in un film commedia a Nick Houy
- 2018 - Art Directors Guild Awards[59]
  - Candidatura per la miglior scenografia in un film contemporaneo a Chris Jones
- 2018 - Producers Guild of America Awards[60]
  - Candidatura per il Darryl F. Zanuck Award al miglior film
- 2018 - National Society of Film Critics[61]
  - Miglior film
  - Miglior regista a Greta Gerwig
  - Miglior attrice non protagonista a Laurie Metcalf
  - Miglior sceneggiatura a Greta Gerwig
  - Candidatura per la migliore attrice a Saoirse Ronan
- 2018 - AACTA Award[62]
  - Candidatura per il miglior film
  - Candidatura per il miglior regista a Greta Gerwig
  - Candidatura per la miglior attrice a Saoirse Ronan
  - Candidatura per la miglior attrice non protagonista a Laurie Metcalf
  - Candidatura per la miglior sceneggiatura a Greta Gerwig
- 2018 - Costume Designers Guild Awards[63]
  - Candidatura per i migliori costumi in un film contemporaneo a April Napier
- 2018 -Directors Guild of America Award[64]
  - Candidatura per il miglior regista a Greta Gerwig
- 2018 - Santa Barbara International Film Festival[65]
  - Montecito Award
- 2018 - GLAAD Media Awards[66]
  - Candidatura per il miglior film della grande distribuzione
- 2018 - MTV Movie & TV Awards[67]
  - Candidatura per la miglior performance in un film a Saoirse Ronan
- 2018 - Teen Choice Awards[68]
  - Candidatura per il miglior attore in un film drammatico a Timothée Chalamet
  - Candidatura per il miglior attrice in un film drammatico a Saoirse Ronan